# Ту-104
Ту-104 е първият съветски и един от първите в света реактивни пътнически самолети след De Havilland Comet, Avro Jetliner и Sud Aviation Caravelle. В периода от 1956 до 1958 година, след спиране на полетите с De Havilland Comet, Ту-104 остава единствения в света пътнически реактивен самолет в експлоатация.

## Конструкция

### Аеродинамична схема и компоновка
Двумоторен реактивен самолет с долно разположено стреловидно крило. Има два двигателя разположени в основата на крилете. Двигателите Микулин АМ-3M-500 с тяга 95,1 kN са най-мощните по това време в света.

## История
На 11 юни 1954 година Министерският Съвет на СССР издава постановление за разработка на пътнически реактивен самолет на конструкторското бюро на Туполев. Работата по разработката почнала по-рано и се базира на бомбардировача Ту-16. От него се използва крилото, опашката, гондолите за двигателите и шасито. При Ту-104 е увеличен диаметърът на корпуса и крилото е поставено в долната част. Първият полет на Ту-104 е на 17 юни 1955 година. Първият сериен самолет се вдига във въздуха на 5 ноември и е построен в Харковския авиационен завод в Украйна. През 1956 г. съветският лидер Никита Хрушчов пристига в Лондон с реактивния Ту-104, а на 15 септември 1956 г. е първият редовен по линията Москва – Омск – Иркутск.
Освен в Харков самолетът се строи в авиозаводите в Омск и Казан. Производството е спряно през 1960 година.

## Експлоатация
За усвояването на новия самолет се налага да се променят самите летища. Комфортът за пътниците се повишава в сравнение с буталните и турбовитловите машини. На самолета има анатомични седалки с регулиране на облегалката, по време на полет се сервира топла храна и напитки, преди полет стюардите провеждат инструктаж за безопасност. Полетът от Москва до Иркутск трае 7,5 часа, доста по-бързо от Ил-18 и Ан-10. Освен от Аерофлот Ту 104 се експлоатира само от Чехословашките авиолинии. Аерофлот ползва Ту 104 по вътрешни и външни маршрути със средна далечина. През 1956 – 57 г. самолета почва да лети до Лондон, Будапеща, Копенхаген, Пекин, Брюксел, Отава, Делхи, Прага и т.н.
|  | Уикипедия разполага с Портал:Авиация |